# Atmani
Atmani (en kabyle : Athmani, en tifinagh : ⴰⵜⵎⴰⵏⵉ), nom de scène de M’hamed Aït Athmene Ath Wada, né le 11 septembre 1945 à Zaknoun (Ath Bouaakache), village perché sur les monts du Djurdjura, daïra de Ouacif dans la wilaya de Tizi-Ouzou, est un chanteur, auteur-compositeur-interprète algérien d’expression kabyle.
Atmani s’inscrit dans la lignée des grands noms de la chanson d’expression kabyle que sont Slimane Azem, Cheikh El Hasnaoui, Cherif Kheddam, Kamel Hamadi, Akli Yahyaten, etc. Son œuvre est riche d'une discographie de plus de 16 albums dont l’inspiration est marquée par l’ampleur de l’authenticité historique qui a façonné la Kabylie durant la guerre d’indépendance et les événements douloureux qui ont endeuillé la région depuis 1962. Et se plaît à dire, souvent à ses amis qu’il puisait son inspiration des montagnes du Djurdjura « Adhrar ».

## Biographie

### Enfance
Fils unique et orphelin de père dès l’âge de cinq ans, il a été élevé par sa mère, sa grand-mère et son oncle maternel Ahcène At Akil qu’ils le prennent en charge on lui assurant son éducation. Son enfance a été marquée par le contexte de la guerre d’indépendance qu’il a vécue dans sa chair dans son village natal où l’armée française (7e BCA) malmenait la population de Zaknoun (suspectée de collusion avec les combattants de l’ALN) quand elle évacuait quotidiennement tous les habitants du village pour fouiller les maisons au peigne fin,.
Après le cycle de l’enseignement primaire, il s’inscrit en 1961 dans un centre de formation de la jeunesse algérienne (CFJA) à Ouacif pour se préparer à rejoindre un centre de formation professionnelle, mais les aléas de la guerre lui font quitter ce centre à quelques jours de l’indépendance.

### Carrière

#### Débuts
Il a commencé dès son adolescence à jouer de la clarinette et de l’harmonica avant de s’acheter sa première guitare.
Tombé malade en 1965, il vivra de soucis de santé, hospitalisé ensuite au sanatorium de Sidi Belloua sur les hauteurs de Tizi-Ouzou où il recevra des soins pendant presque deux longues années. Durant son séjour dans cet hôpital il se découvre un don : le don de l’écriture et de la poésie. Inspiré, il occupe son temps en composant ses deux premières chansons qui s’intitulent, :
- Tebghidiyi i yi bghighkem (tu m’intéresse et tu m’en veux)
- À Rebbi sled a kehkugh (Ô mon Dieu! Je me confie à toi)

Rétabli complètement en 1968, il retrouve le chemin des studios de la Chaine 2 et l’émission « Ichenayen u zekka » (chanteurs de demain) que dirigeait Cherif Kheddam. Il présente sa chanson fétiche Tebghidiyi i yi bghighkem, la première de sa carrière qui le propulse au succès.
Au cours de la même année il fit une rencontre de qualité avec son ami le grand interprète, auteur et compositeur Kamel Hamadi qui lui écrit 4 chansons ayant pour titre : 
- Ethrebayed El Mahna (les soucis m’ont forgé)
- Y’a latif (Ô mon Dieu)
- Dounit amlahmoun (la vie et ses problèmes)
- Yebghi i laaqel (je divague)
- Segmits tszrigh (depuis que je l’ai vue)

Ces titres ont été aussitôt produits en disque 45 tours aux éditions La Voix du Globe.
Après cette période de plein succès, il s’installe avec son beau père à Blida, la ville des roses, cité artistique par excellence, celle qui a enfanté nombre artistes de renom.
Épaulé par plusieurs amis qui lui seront toujours fidèles, Mohamed Belhanafi, Mohamed Benmouhoub dit Mouhouche, Boualem Awadhi, Aït Boumehdi avec lesquels il fit ses débuts auparavant. Il se produit à l’occasion de nombreux galas publics en plus des soirées familiales et autres cérémonies traditionnelles.

### Reconnaissance
Un important événement artistique va marquer le début de son parcours. Il s’agit de son entrée de la grande porte à Alger, lorsque à l’initiative de son ami Mohamed Belhanafi, il se produit sur les scènes des trois grandes salles d’Alger : El Mouggar, Ibn Kheldoun et Atlas qui les reçoivent guichet fermé en 1971, c’était durant les fêtes de Aïd al-Adha.
Cette tournée était organisée sous le thème « Chants kabyles » au cours de laquelle se sont produits d’autres interprètes. Ce sont Mouloud Habib, Dalil Omar, Medjahed Hamid et Mohamed Belhanafi qui assurent et l’animation.
En 1981, marqué par les événements du Printemps berbère, il prend pleinement conscience de la condition identitaire et nationale et s’exprima à sa manière en composant l’album Ayarraw Imazighen dont le titre Lasnam dédiée aux 72 victimes - (de son village natal de Zaknoun) du tremblement de terre d’octobre 1980 qui dévasté la ville d’El Asnam.
En 1985, il intègre ses enfants Lakhdar et Nourdine, âgés alors de 14 et 13 ans, dans l’album A Tamurt Imazighen et qui fut un grand succès avant que ces derniers ne renoncent plus tard à la chanson. Dans cet album, et sur une idée de Ali Zamoum, il a composé la célèbre chanson patriotique Azul ay idurar n tmurt nagh (Bonjour aux montagnes de mon pays).
Durant la Décennie noire il s’exila en France comme la plupart des artistes algériens ciblés par le terrorisme et il vit aujourd’hui entre la France et l’Algérie.

### Hommage
Pour l’ensemble de sa carrière et pour son importante œuvre produite, la direction de la culture de la wilaya de Tizi-Ouzou lui organise au sein de la Maison de la Culture Mouloud Maameri un grand hommage le 29 et 30 septembre 2016 et ce, en sa présence. Au programme figurait une exposition de ses photos, sa discographie et articles de presse de l’ensemble de son parcours. Un spectacle artistique où plusieurs témoignages sur l’œuvre de la personnalité de l’artiste ont été prononcées par d’éminentes personnalités à l’image de Kamel Hamadi, Kheloui Lounès, Rabah Ouferhat, Abdelkader Bendameche, Ouahab Aït Menguelet, Taleb Tahar et Aït Boumehdi.

### Vie privée
Marié à l’âge de 24 ans, il est père de sept enfants et grand-père de plusieurs petits-enfants.

## Discographie
- Tebghidiyi i yi bghighkem (Tu m’intéresse et tu m’en veux)
- Troh temziw (Ma jeunesse est partie).
- Mliyi (Dis-moi)
- Susignas (Le ciel)
- A medenselted (Ô gens écoutez)
- Awin yeghder yedhes (Ô toi que le soleil m’a abandonné)
- Kfan lehdor (Assez parler)
- Awitsrun (Celui qui pleure)
- Igguma (Il peut pas)
- Therwi (S’est troublé)
- Win i ghaben (Aux absents)
- lwmazigh (Au mazigh)
- Atsène a rebbi (Voici Ô mon Dieu)
- SlighiwiAdhrer (J’ai écouté la montagne)
- Thrabayid el mahna (Les soucis m’ont forgé)
- Hadragh mitsbouine (J’ai assisté lorsqu’on l’accompagné)
- Adounit amlehmoum (La vie et ses problèmes)
- Ya latif tekfa niya (Ô mon Dieu la naïveté est partie)
- Ifouk essah (La vérité n’existe plus)
- Taoues (Ô Taos)
- Yalmouth (La mort)
- Ayahviv oulikinigh (Ô ami que veux tu que je te dise)
- Si Mohand u M'hand (Si Mohand u M’hand)
- Ya latif yalatif (Ô mon Dieu Ô mon Dieu)
- Nouara (Nouara)
- Attin Azizzen (Ô ma chérie)
- Atamurt Imazighen (Ô pays Imazighen)
- Thmurtnagh (Ô pays Imazighen)
- Ayen Aka (Pourquoi c’est comme ça)
- Yenghayiezoukh (Ma fierté m’étouffe)
- Oulitkhedmed (Tu peux rien faire)
- Yefghi y laaqel (Je divague)
- Segmits tszrigh (Depuis que je l’ai vue)
- Arebbi asled aiehkough (Ô mon Dieu je me confie à toi)
- Lesnam (Hommage aux victimes du séisme de Chlef en 1980)